# Skalica
Skalica (în germană Skalitz, in latină Sakolcium,  în maghiară Szakolca) este un oraș din Slovacia cu 15.127 locuitori.

## Demografie
| An:                | 1994   | 2004   | 2014   | 2024   |
| ------------------ | ------ | ------ | ------ | ------ |
| Număr de persoane: | 14.916 | 14.984 | 14.749 | 15.440 |
| Diferență:         |        | +0,45% | −1,56% | +4,68% |

| An:                | 2023   | 2024   |
| ------------------ | ------ | ------ |
| Număr de persoane: | 15.461 | 15.440 |
| Diferență:         |        | −0,13% |

## Personalități
- János Csernoch (1852-1927), episcop de Cenad, cardinal